# Chrysopa polyphlebia
Chrysopa polyphlebia är en insektsart som beskrevs av Navás 1914. Chrysopa polyphlebia ingår i släktet Chrysopa och familjen guldögonsländor. Inga underarter finns listade i Catalogue of Life.